# 1963年美國國家棒球名人堂票選
1963年美國國家棒球名人堂票選遵循了1956年後的票選模式，全美棒球記者協會在奇數年不會開會選出入選者（直到1967年止）。
只有資深選手委員在這年進行會議，最後他們選出4位選手：生涯300勝的約翰·克拉克森、外野手埃爾默·弗里克、生涯266勝的投手埃帕·瑞克西和生涯敲出2987支安打的外野手山姆·萊斯。大聯盟後來在1963年8月5日舉辦名人堂入選典禮。除了瑞克西在典禮舉辦前幾個月因病去世外，其餘三人都有參與入選典禮。

## J·G·泰勒·史賓克獎
《運動新聞報》（Sporting News）的創辦人J·G·泰勒·史賓克在1962年12月去世，因此全美棒球記者協會決定從1963年起創立J·G·泰勒·史賓克獎，並每年頒發給一位棒球記者。史賓克理所當然地成為第一位獲獎者。這個獎項一直到2021年2月才改名為BBWAA生涯卓越獎。

## 外部連結
- 美國國家棒球名人堂官網 （页面存档备份，存于）
- 棒球名人堂BBWAA票選規則 （页面存档备份，存于）
- 1963年名人堂票選 at www.baseballhalloffame.org